# Riddarfisk
Riddarfisk (Equetus lanceolatus) är en fiskart som först beskrevs av Carl von Linné 1758.  Riddarfisk ingår i släktet Equetus och familjen havsgösfiskar. Inga underarter finns listade i Catalogue of Life.